# Lanark Blue
Lanark Blue és una espècie de formatge blau amb un sabor dolç que s'elabora a les regions de Lanarkshire, Escòcia. La producció se centra a Ogcastle, prop del poblat de Carnwath, per Humphrey Errington des de l'any 1985. Es tracta d'un formatge blau purament artesà, de formatgers dedicats a la pròpia producció local.
S'empra el Penicillium roqueforti per crear la fermentació. El sabor i les qualitats de textura varien molt depenent de l'època de l'any en la qual s'elabora.